# El Retiro (Coclé)
El Retiro es un corregimiento del distrito de Antón en la provincia de Coclé, República de Panamá. La localidad tiene 2.303 habitantes (2010).

## Historia
Mediante el ACUERDO NUMERO 11 Del 27 de diciembre de 1935.
Se crea el Corregimiento de El Retiro.
El Consejo Municipal de Antón, en uso de sus facultades legales, y Considerando:
Que el Corregimiento de Cabuya es muy extenso territorialmente. Motivo por el cual crea dificultades para la buena administración del Corregimiento,
ACUERDA:
Articulo 1: Créase el Corregimiento de El Retiro, formado por las Regidurías de El Retiro. Llano Grande. El Marañón y La Palma, pertenecientes actualmente al Corregimiento de Cabuya.
Articulo 2: Las Regidurías de El Retiro, La Palma. Llano Grande y el Marañón. Quedaran separadas del Corregimiento de Cabuya. y pasarán a formar el nuevo Corregimiento de El Retiro.
Dado en el Salón de Sesiones del Consejo Municipal de Antón, a los veintinueve dias del mes de Diciembre de mil novecientos treinta y cinco.

## Interés Turístico
En este corregimiento hay un balneario muy conocido como "Chorro El Retiro". Es un río muy visitado en época de verano y carnavales ya que cuenta con abundante agua refrescante y un amplio espacio para disfrutar en familia o amigos, se puede llegar al lugar en autos 4x4 o 15 minutos aproximadamente si desea caminar. Además es conocida por sus hermosos paisajes naturales que atraen a muchos turistas de aventura.